# Ndjolé
Ndjolé ist eine Stadt innerhalb der gabunischen Provinz Moyen-Ogooué, zudem ist sie die Hauptstadt des Departements Abanga-Bigne. Mit Stand von 2013 wurde die Einwohnerzahl auf 6877 bemessen.

## Lage
Die Stadt liegt nordöstlich der Provinzhauptstadt Lambaréné am Fluss Ogooué und an der Straße N2. Sie hat einen Haltepunkt an der nationalen Eisenbahnstrecke Transgabonais. Von den Holzfällern wird die Nähe zum Ogooué genutzt, um das geschlagene Holz zum Hafen nach Port-Gentil zu bringen.

## Geschichte
Innerhalb der heutigen Stadt wurde von Pierre Savorgnan de Brazza im Jahr 1883 ein Militärposten errichtet. Das im Jahr 1989 von Frankreich gebaute Gefängnis auf einer Insel im Ogooué beherbergte einige bekannte Insassen. So starb unter anderem der Gründer des Wassoulou-Reiches Samory Touré hier in Gefangenschaft. Auch Amadu Bamba musste hier im Exil leben und Zwangsarbeit verrichten.

## Bilder

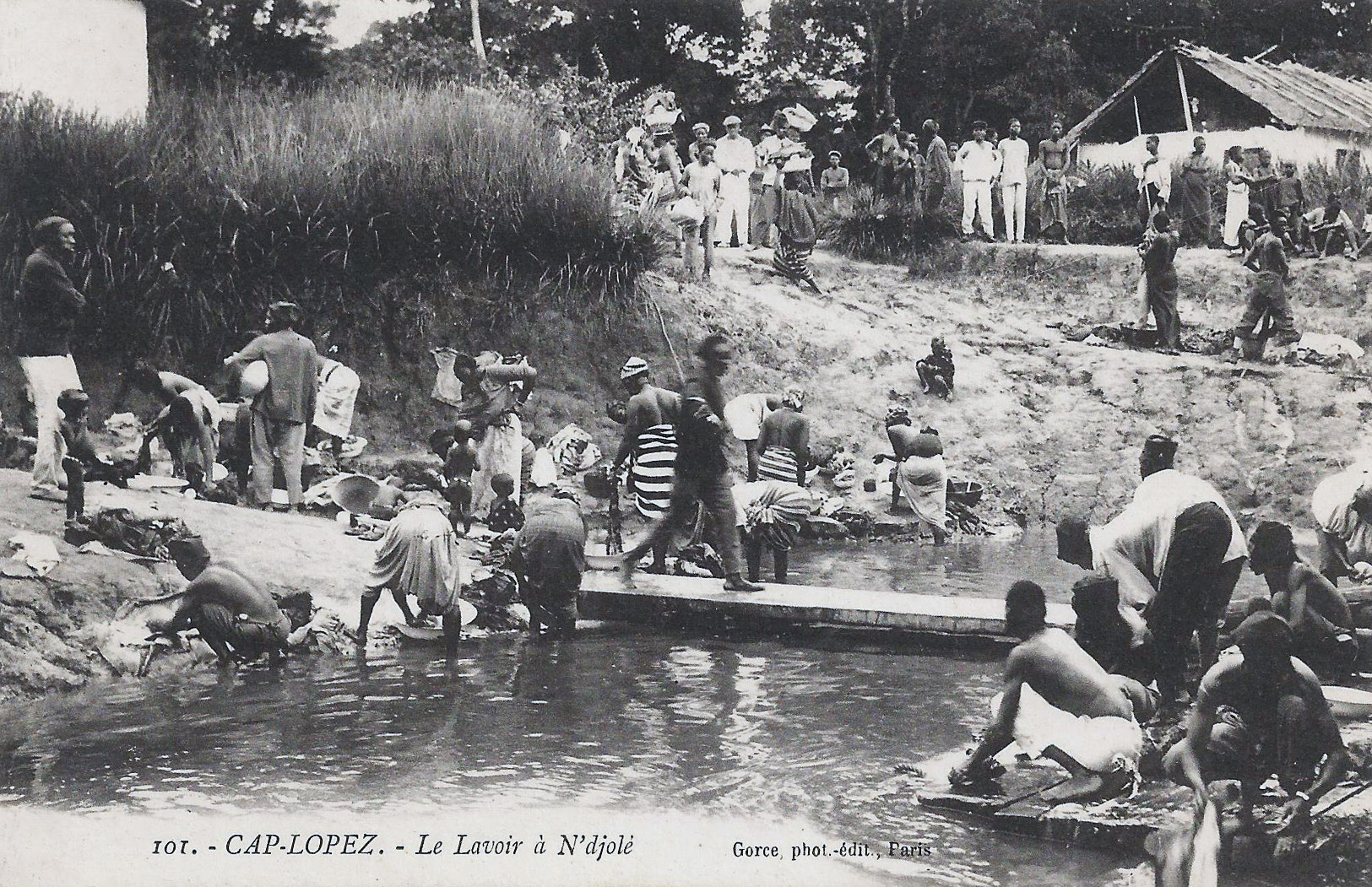
Örtliches Waschhaus (um 1900)
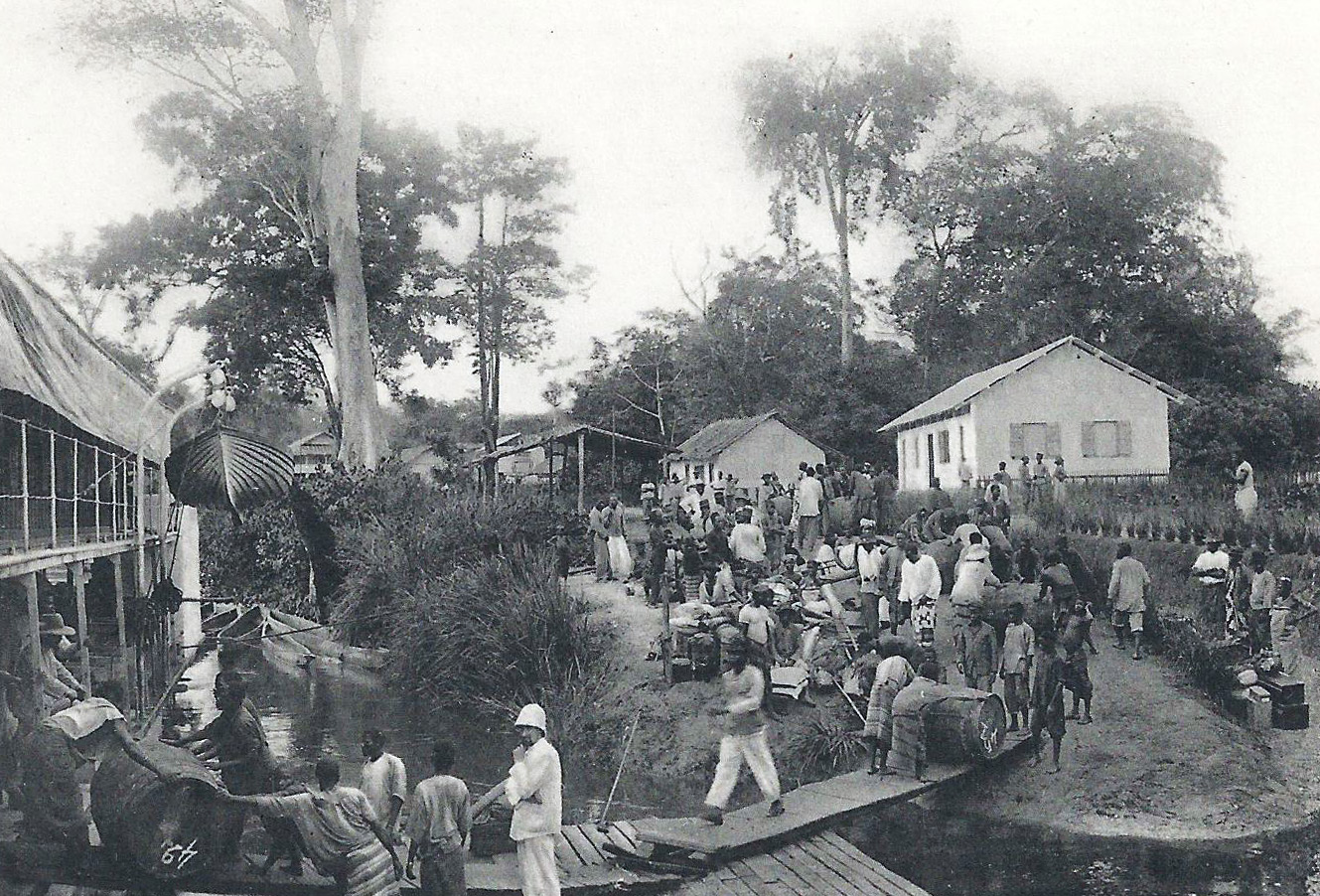
Kautschukverarbeitung (um 1900)